# Provincia Yala
Yala (în thailandeză ยะลา) este o provincie (changwat) din Thailanda. Situată în regiunea de Sud, provincia Yala are în componența sa 8 districte (amphoe), 56 de sub-districte (tambon) și 341 de sate (muban). 
Cu o populație de 476.019 de locuitori și o suprafață totală de 4.521,1 km2, Yala este a 55-a provincie din Thailanda ca mărime după numărul populației și a 48-a după mărimea suprafeței.